# 피아노 오중주 (슈베르트)
《피아노 오중주 가장조》(D. 667) 또는 《송어 오중주》는 프란츠 슈베르트가 1819년에 작곡한 피아노 오중주곡이다. 그의 생전에는 출판되지 못했고 사후 1년이 지난 1829년에야 출판되었다.

## 악기 편성
피아노, 바이올린, 비올라, 첼로, 더블베이스

## 별칭의 유래
이 작품의 “송어”라는 별명은 4악장이 슈베르트가 이전에 작곡했던 가곡 〈송어〉의 변주로 이루어졌기 때문에 붙게 되었다. 

## 작곡의 계기
이 작품은 오스트리아 슈타이어의 부유한 음악 후원가이자 아마추어 첼로 연주가였던 파움가르트너(Silvester Paumgartner, 1764 ~ 1841)의 의뢰로 작곡된 것인데, 그는 슈베르트에게 가곡에 나오는 가락을 사용할 것도 제안했다고 한다. 

## 비슷한 작품
슈베르트는 그밖에도 《현악 사중주 13번 가단조 '로자문데'》 , 《현악 4중주 14번 라단조 '죽음과 소녀'》, 《8중주》, 피아노곡 《방랑자 환상곡 다장조》, 바이올린과 피아노를 위한 《환상곡 다장조》(D.934), 플루트와 피아노를 위한 《'시든 꽃' 주제에 따른 서주와 변주곡》(D.802) 등 에서 자신이 썼던 가곡의 가락을 다시 사용했다.

## 구성
1. Allegro vivace
2. Andante
3. Scherzo: Presto
4. Andantino - Allegretto
5. Allegro giusto